# (pronounced 'lĕh-'nérd 'skin-'nérd)
(pronounced 'lĕh-'nérd 'skin-'nérd) är musikgruppen Lynyrd Skynyrds debutalbum. Skivan lanserades i augusti 1973 på MCA Records. Albumets avslutande låt "Free Bird" är i konkurrens med "Sweet Home Alabama" gruppens kändaste låt och även deras längsta. Den kan ses som ett typiskt exempel på gruppens ljudbild med tre gitarrister. Denna skiva listades år 2003 av magasinet Rolling Stone som #401 på listan The 500 Greatest Albums of All Time.

## Låtlista
1. "I Ain't the One" - 3:53
2. "Tuesday's Gone" - 7:32
3. "Gimme Three Steps" - 4:30
4. "Simple Man" - 5:57
5. "Things Goin' On" - 4:59
6. "Mississippi Kid" - 3:56
7. "Poison Whiskey" - 3:13
8. "Free Bird" - 9:18

## Listplaceringar
- Billboard 200, USA: #27[1]